# Wolber-Spidel
L'equip Wolber-Spidel, conegut també com a Puch-Wolber o Système U, va ser un equip ciclista francès que competí professionalment entre el 1981 i el 1984. Va ser uns dels successors del Puch-Campagnolo-Sem.
No s'ha de confondre amb el posterior Système U, equip ciclista de 1986 a 1989.

## Principals resultats
- Gran Premi de Rennes: Jean Chassang (1981), Jean-François Rault (1982), Dominique Arnaud (1983)
- Milà-Sanremo : Marc Gomez (1982)
- Gran Premi del Midi Libre: Jean-René Bernaudeau (1983)
- Tour del Llemosí: Dominique Arnaud (1983)
- Critèrium del Dauphiné Libéré: Martín Ramírez (1984)

### A les grans voltes
- Volta a Espanya
  - 1 participacions (1982)
  - 3 victòria d'etapa:
    - 3 a la 1982: Marc Gomez, Sven-Ake Nilsson, Dominique Arnaud

  - 0 victòria final:
  - 0 classificacions secundàries:

- Tour de França
  - 4 participacions (1981, 1982, 1983, 1984)
  - 2 victòria d'etapa:
    - 1 el 1982: Pierre-Raymond Villemiane
    - 1 el 1983: Philippe Leleu

  - 0 victòria final:
  - 0 classificacions secundàries:

- Giro d'Itàlia
  - 1 participacions (1983)
  - 0 victòria d'etapa:
  - 0 victòria final:
  - 0 classificacions secundàries: